# Josep Nomdedéu
Josep Nomdedéu (Ibi, València, 12 d'abril de 1786 - Aranzueque, Castella-La Manxa, 1848) fou un guerriller de la Guerra de la Independència Espanyola.

## Biografia
Com molts joves va abandonar casa seva per lluitar per la seva pàtria i es llançà al camp elegint com a cap seu El empecinado. Portava poc temps a les seves ordes i ja Juan Martín Díez el distingia i considerava, i en el band de la Junta de Guadalajara parlant de l'acció del Casar de Talamanca (Octubre de 1809), el citava encomiant-lo. En l'anomenada Campaña del Empecinado, empresa contra aquest pel general Hugo i un munt de columnes franceses, els seus tinents Nomdedéu, Isisdro, Abuín i Scirdina realitzaren prodigis d'habilitat i valor.
En la tenaç lluita que altra vegada emprengueren els imperials contra Juan Martín, Josep Nomdedéu, que posseïa tota la seva confiança per la seva lleialtat i la seva intrepidesa, fou encarregat per l'Empecinado (1810) del comandament dels esquadrons del que ja era una divisió, demostrant en aquelles penoses marxes i combats, que igual resistia les crues les fatigues de la guerra, que es jugava l'existència serè i tranquil, sense quasi deixà de batre's en un any terrible per Espanya, de 1811.
Nomenat comandant del regiment de cavalleria caçadors de Guadalajara, fou enviat per Juan Martín a la Manxa a la recerca de grans, apressant-se a participar-li que allà la fam era general, molts dels seus soldats dispersos i infinits els joves que es presentaven desitjosos de formar part de les guerrilles. Tornat a Guadalajara, acompanyà l'Empecinado a la presa de Conca (1812), i el 5 de juny va batre als contra guerrillers del traïdor Abuín passat als liberals, fugint aquest amb els seus.
L'acció de Colmenar Viejo (4 de juliol), en observar que el batalló de tiradors de Sigüenza es trobava envoltat per la cavalleria de la Guardia imperial i proper a rendir-se, carregà damunt d'ella amb 50 genets amb tal ímpetu i tanta gosadia, que el batalló restà lliure, derrotats els enemics i Nomdedéu proposat per la gran creu de Sant Ferran, amb l'admiració i l'aplaudiment general.
Després de la famosa batalla dels Arapiles i entrada a Madrid dels exèrcits aliats (espanyol-anglès) comandats pel duc de Wellington, Juan Martín amb Nomdedéu a retre la guarnició de Guadalajara que els guerrillers espanyols tenien assetjada, anant després vers Conca i Requena. El 20 de setembre, ell sol amb 1.400 homes, Juan Martín aturà al cos francès de Conca, fort de 8.000 infants, 2.000 cavalls i 5 peces d'artilleria, per espai de vuit hores, tenint al seu costat a Nomdedéu i a l'Isidro que caigué greument ferit, causant pèrdues considerables als enemics.

Per l'octubre i novembre continuà a les ordes de lEmpecinado, el qual unit al general Durán, passaren a maniobrar i detindré als imperials de la dreta de l'Ebre, maniobres que realitzades en l'Aragó afavoriren molt les províncies de Sòria i Navarra. Tornats a Guadalajara per ordre superior, la infanteria passà el Tajo per Almonacid utilitzant la barcassa, i Nomdedéu i la cavalleria s'ubicaren entre Vallecas i Vicálvaro per tenir en constant alarma als invasors. Amb tant valor i tants mèrits, Juan Martín, al que sempre acompanyà en les seves brillants campanyes, el proposà per coronel del regiment de cavalleria de caçadors de Madrid, comandament que ja havia tingut interinament. Però Nomdedéu va creure que aquests genets no eren del tot el valerosos que ell volia, demanà a lEmpecinado li canviés el comandament pel de caçadors de Guadalajara 
| « | <Amb el fi de no perdre en un dia l'honor guanyat en quatre anys> | » |

I és que Nomdedéu resultà un dels millors oficials que produïren les guerrilles.
El 1813 en evacuar Madrid els francesos, avançà amb Juan Martín fins a les Ventas i Espíritu Santo, primer, i després seguiren perseguint-los en la seva fugida pels vessants del Guadarrama, no assolint que giressin cara i es decidissin a combatre, limitant-se agafar-los molts ferits i presoners. Amb l'Empecinado marxà a Tortosa per estrènyer el setge posat per les hosts a aquella plaça, després d'assistir a l'alliberament de la ciutat d'Alcalá d'Henares.